# Traditionelle Architektur in den Karpaten

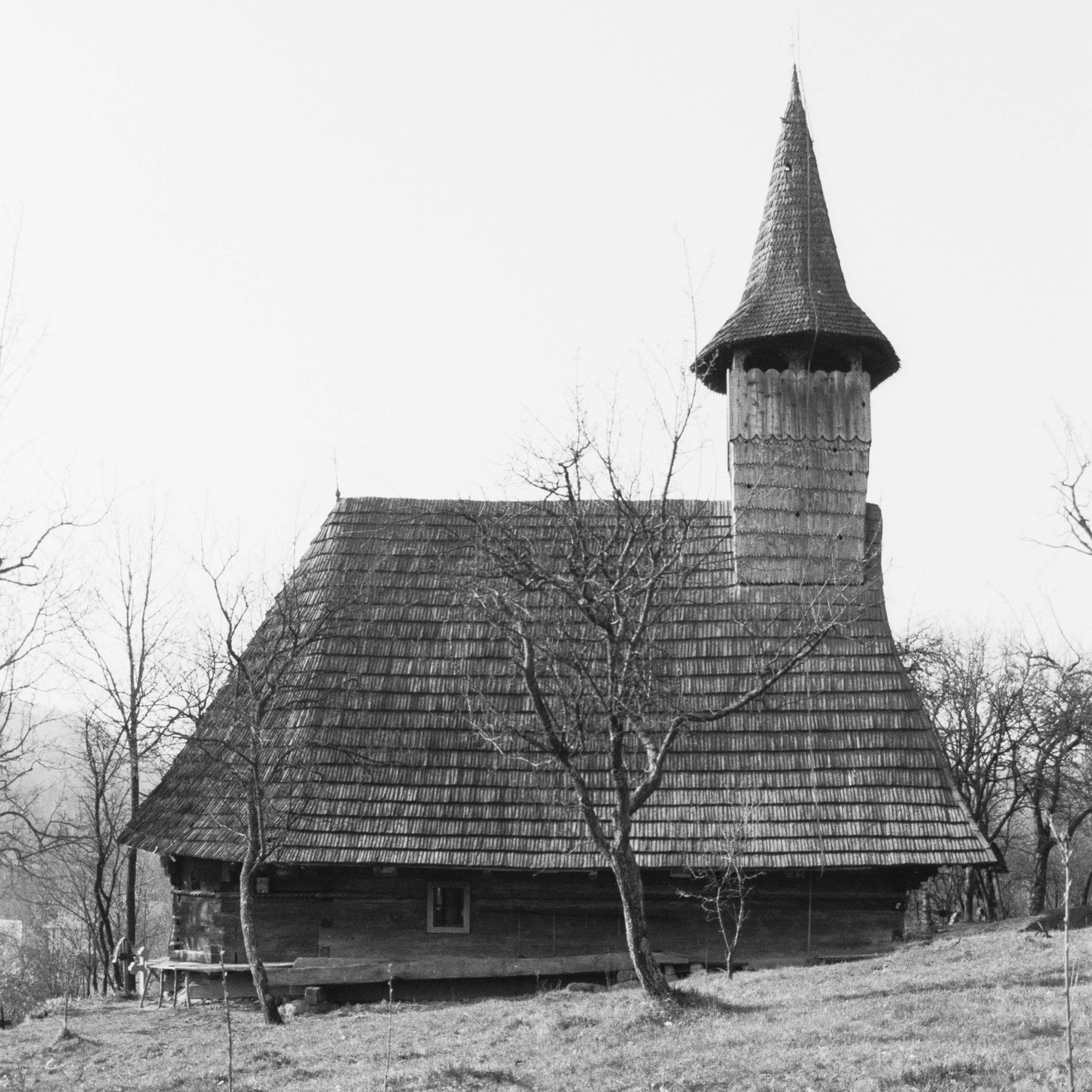
Holzkirche von Sârbi Susani, eine der Holzkirchen in der Maramureș

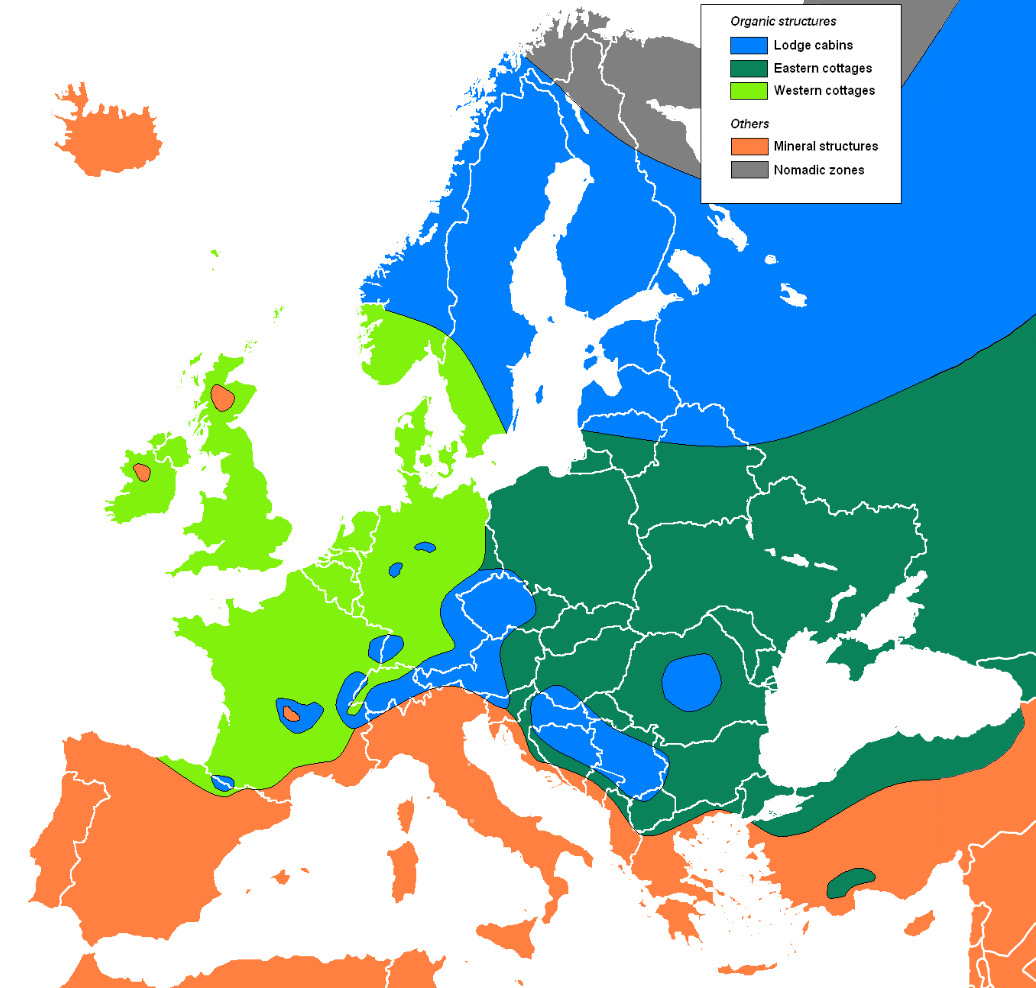
Karte der in europäischen Bauernhäusern verwendeten Gebäudetypen

Die traditionelle Architektur in den Karpaten greift auf ökologische und kulturelle Quellen zurück, um einzigartige Designs zu schaffen.
Unter traditioneller Architektur versteht man die nicht-professionelle, volkstümliche Architektur, einschließlich der der Bauern. In den Karpaten und den umliegenden Vorgebirgen sind Holz und Lehm die wichtigsten traditionellen Baumaterialien.

## Einfluss von Kultur und Religion

### Östliches Christentum

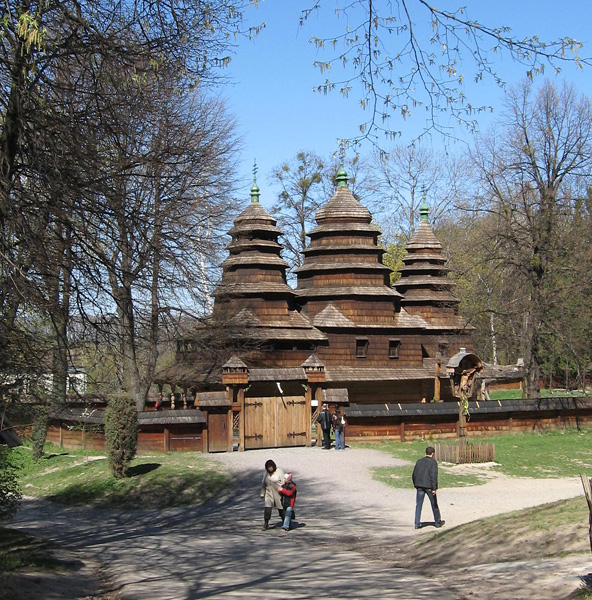
Die Kirche von Kryvka (heute im Lemberger Museum für Volksarchitektur und -kultur in Lemberg ausgestellt) stammt ursprünglich aus dem Sambir-Gebiet im ethnografischen Gebiet der Bojken. Ihr dreiteiliger Kuppelbau und die Ganzholzkonstruktion sind repräsentativ für den regionalen Stil.

Da einige Volksgruppen im Karpatenraum (Serben, Ukrainer und Rumänen) orthodoxe Christen sind, haben sie in ihren Gebäuden traditionell religiöse Aspekte berücksichtigt, die sich von denen ihrer westlichen christlichen und jüdischen Nachbarn unterscheiden.
Kirchen sind generell in drei Teile unterteilt (Narthex, Kirchenschiff und Altarraum) und verfügen über eine Ikonostase (eine Wand mit Ikonen). Die äußere Form ist oft kreuzförmig, umfasst aber immer eine zentrale Kuppel und oft mehrere andere Kuppeln. Die Gemeindemitglieder schauen während des Gottesdienstes nach Osten und es gibt keine Kirchenbänke.
Die Haupttür und die Fenster des Hauses sind nach Süden ausgerichtet (wie bei der passiven Sonneneinstrahlung), und Ikonen und andere religiöse Utensilien werden in einer speziellen Ikonenecke ausgestellt, normalerweise an der Ostwand.

### Judentum
Ostmitteleuropäische Synagogen zeichnen sich durch ihre einzigartige Ganzholzbauweise aus.

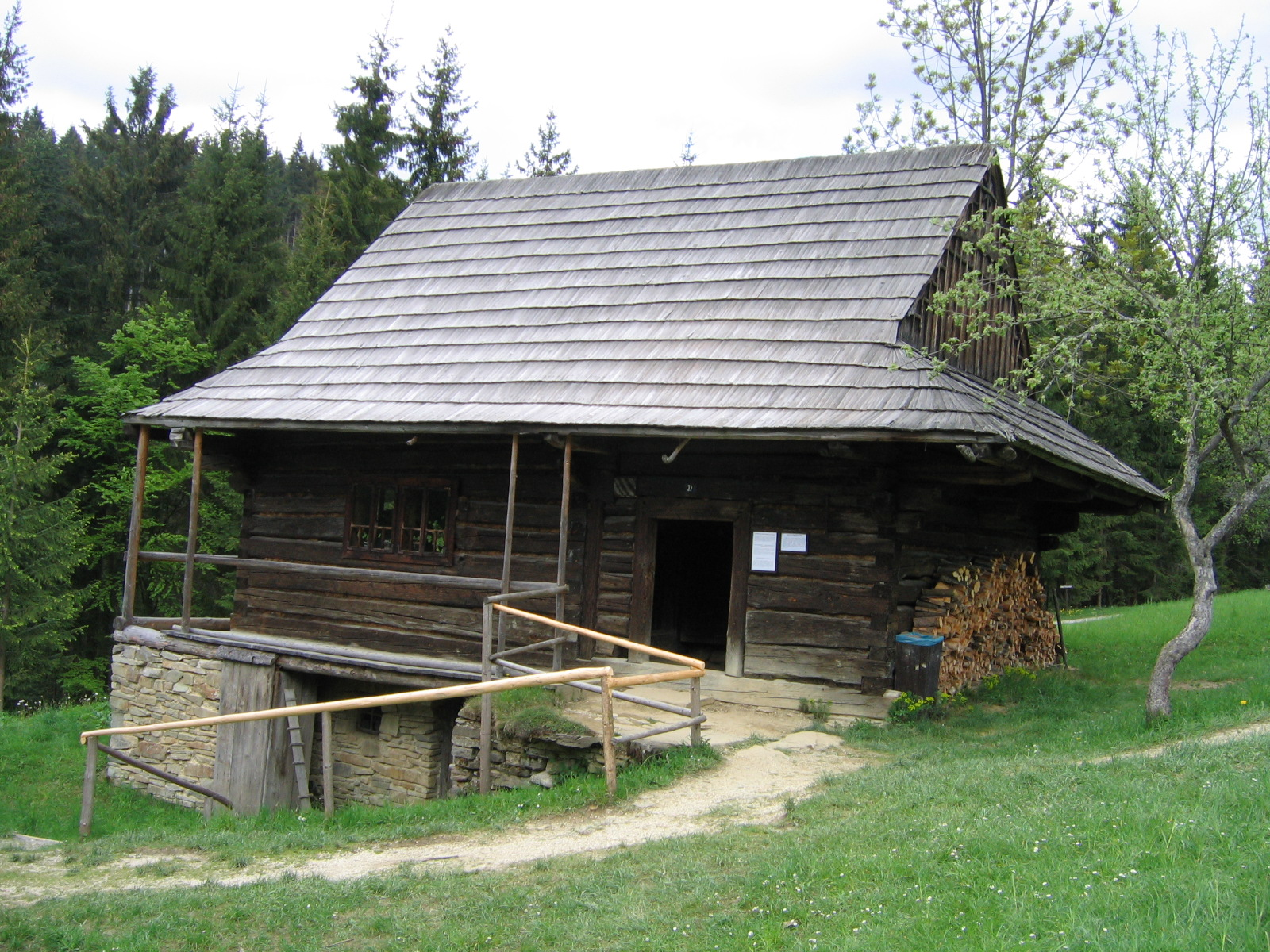
Ein Blockhaus aus einem Freilichtmuseum in der Region Kysuce in der Slowakei. Diese Vorgebirgsregion wird von zwei Untergebirgen der Karpaten begrenzt, dem Javorník-Gebirge im Westen und den Mährisch-Schlesischen Beskiden im Norden. Die kalten, schneereichen Winter und der relative Holzreichtum haben die Verwendung von Blockwänden und Holzschindeln begünstigt. In den slowakischen Karpaten sind Fußwalmdächer traditionell, die in der europäischen Volksarchitektur ungewöhnlich sind.

Die Details variieren von Ort zu Ort, aber die meisten Häuser in diesem Gebiet haben traditionell einen einstöckigen, rechteckigen Grundriss, ein oder zwei Zimmer, einen zentralen Schornstein, ein Giebel-, Walm- oder Walmdach und eine verputzte und gekalkte Fassade.
Es wurden Materialien verwendet, die vor Ort beschafft werden konnten, darunter Holz (in der Regel Eiche), Lehm, Stroh, Feldsteine, Kalk und Tierdung. Dächer in dicht bewaldeten und hügeligen Gebieten sind in der Regel mit Holzschindeln gedeckt, während in flacheren und offeneren Gebieten traditionell Roggenstroh verwendet wurde.
Im späten 19. Jahrhundert waren zwei Bauweisen vorherrschend: die horizontale Blockbauweise und die Fachwerkbauweise mit Füllung. In Gebieten, in denen Holz verfügbar war, waren Blockwände üblich. In Gegenden mit sehr schlechtem Holz oder extremem Holzmangel konnten auch Pfosten- und Schwellen- oder Flechtwerkbauweisen verwendet werden.
Für den horizontalen Holzbau mussten die Stämme eingekerbt werden, damit sie zusammenhalten. Die einfache Sattelkerbe ist am einfachsten und daher weit verbreitet. Die Schwalbenschwanzzahnung wird von Leuten mit mehr Erfahrung in der Holzbearbeitung verwendet.

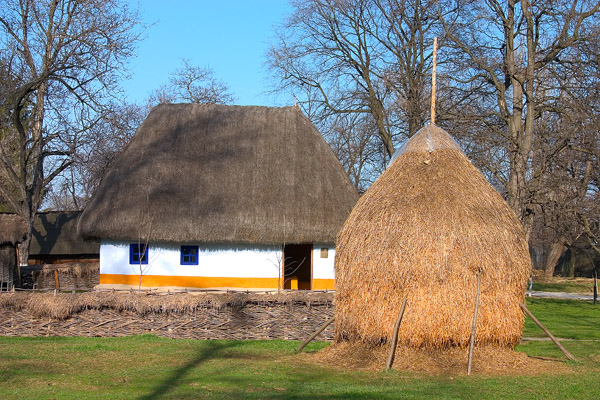
Ein Haus mit Strohdach und gekalkten Putzwänden aus dem Nationalen Muzeul Național al Satului „Dimitrie Gusti” in Bukarest, Rumänien. Die Verwendung von Gips und Stroh deutet darauf hin, dass es nicht aus dem eigentlichen Hochland der Karpaten stammt, sondern aus einem nahe gelegenen Tal oder einer Ebene.

Viele Menschen in diesem Gebiet verputzen ihre Blockhäuser innen und außen, um Feuchtigkeit fernzuhalten, die Isolierung zu verbessern, Baumängel zu kaschieren und um die Ästhetik zu verbessern. Traditioneller Verputz wird aus Lehm, Wasser, Dung und Stroh oder Spreu hergestellt. Um eine glatte Oberfläche zu erhalten, werden mehrere Schichten aufgetragen und dann mit Kalk und Wasser überzogen, um eine angenehme weiße Farbe zu erhalten und den Lehm vor Regen zu schützen.
Strohdächer sind traditionell, aber seit über einem Jahrhundert immer weniger beliebt, da sie eine Brandgefahr darstellen können. Schmutzige Böden sind üblich und werden durch Waschen mit einer Dungmischung hart gemacht, obwohl Holzböden bevorzugt werden.
Die Längswand eines Hauses ist in der Regel zwischen 7,9 m und 9,1 m lang, die Seitenwand zwischen 3,7 m und 5,2 m. Die Mitte des Hauses wird von einem traditionellen Lehmofen (ukrainisch: pich oder pietz) beherrscht

## Welterbe
- Holzkirchen der Karpatenregion in Polen und der Ukraine[1][2]
- Holzkirchen in der Maramureș
- Holzkirchen im südlichen Kleinpolen
- Holzkirchen der Karpatenregion in Polen und der Ukraine
- Holzkirchen im slowakischen Teil der Karpaten
- Kirchenburgen der Sachsen und Szekler in Siebenbürgen (Gesamtliste)
- Kloster Horezu
- Moldauklöster
- Vlkolínec
- Zakopane-Stil